# Megophtalmidia nigra
Megophtalmidia nigra är en tvåvingeart som beskrevs av Freeman 1951. Megophtalmidia nigra ingår i släktet Megophtalmidia och familjen svampmyggor. Inga underarter finns listade i Catalogue of Life.